# Retikulumzelle
Als Retikulumzellen (von lat. reticulum für „kleines Netz“ und cella, cellula „kleiner Raum“) werden unterschiedliche Arten von Zellen des retikulären Bindegewebes bezeichnet. Dabei werden fibroblastische, histiozytäre und dendritische Retikulumzellen unterschieden. Retikulumzellen kommen vor allem in den lymphatischen Organen und im Knochenmark vor, aber auch im Bindegewebe unter Darmepithel, in der Leber und in den Geschlechtsorganen. Retikulumzellen werden mit anderen Zellen auch zum Retikulohistiozytären System zusammengefasst.
Fibroblastische Retikulumzellen sind mesenchymalen Ursprungs und die eigentlichen gewebespezifischen Zellen des retikulären Bindegewebes. Sie kommen als gewebsständige Zellen in allen Geweben und Organen vor, in denen retikuläres Bindegewebe das Grundgerüst bildet. Ihr nur schwach anfärbender Zellleib besitzt strukturell und funktionell bedeutsame Fortsätze, über die benachbarte Retikulumzellen miteinander verbunden sind. Dadurch entsteht ein weitmaschiger dreidimensionaler Zellverband in Form eines umfangreichen interzellulären Maschenwerks. Fibroblastische Retikulumzellen besitzen einen ovalen, relativ großen und hellen (Heterochromatin-armen) Zellkern, der sich deutlich von den intensiv basophilen Zellkernen der häufig in engster Nachbarschaft liegenden Lymphozyten unterscheidet. Abhängig vom Funktionszustand kann sich der Zellkern verdichten (Kerndimorphismus). Zusätzlich zu der bereits im Namen angedeuteten Bildung retikulärer Fasern (fibroblastisch bedeutet faserbildend) synthetisieren fibroblastische Retikulumzellen auch große Mengen Grundsubstanz. Fibroblastische Retikulumzellen im Knochenmark können Fette einlagern und gleichen dann im Aussehen Fettzellen.
Die histiozytären Retikulumzellen bewegen sich amöboid und sind eigentlich phagozytierende Makrophagen, welche aus Monozyten entstanden sind. Sie können phagozytiertes Material in ihrem Zytoplasma enthalten. Histiozytäre Retikulumzellen ähneln den fibroblastischen, besitzen aber im Unterschied zu diesen kürzere und gedrungenere pseudopodienartigen Zellfortsätze, bilden keine Zellkontakte aus und tragen auch nicht zur Bildung der Interzellularsubstanz bei.
Dendritische Retikulumzellen sind antigenpräsentierende Zellen. Als interdigitierende dendritische Retikulumzellen (IDZ) können sie im Paracortex der Lymphknoten T-Zellen, als follikuläre dendritische Retikulumzellen im Keimzentrum der Lymphknoten und den Lymphfollikeln B-Lymphozyten aktivieren. Dendritische Retikulumzellen sind durch Desmosomen untereinander verbunden und bilden dadurch ein stabiles Netz in welches die Lymphozyten eingelagert sind.
Da die verschiedenen Zelltypen, welche jeweils als Retikulumzellen in Erscheinung treten können, keine homogene Gruppe bilden, wird von der weiteren Verwendung des Begriffes stellenweise abgeraten.